# Šimenc
Šimenc je priimek več znanih Slovencev:
- Ana Šimenc, jazz-glasbenica, pevka in saksofonistka
- Brane Šimenc, slovenist, literarni (in umetn.?) zgodovinar...
- Ivo Šimenc, jadralni pilot
- Jaka Šimenc (*1973), oblikovalec svetlobe v gledališču, scenograf
- Jana Šimenc, kulturna in medicinska antropologija
- Josip Šimenc (1888—1965), duhovnik, govornik, pisatelj, stolni dekan
- Jože Šimenc, hišni mizar Fakultete za arhitekturo
- Laura Šimenc (*1990), kolesarka
- Liza Šimenc, plesalka sodobnega plesa
- Lojze Šimenc, ? pevec? ...pilot...
- Marija Šimenc, redovnica, generalna tajnica Slovenske škofovske konference
- Mario Šimenc (1896—1958), operni pevec, tenorist
- Marjan Šimenc (*1963), filozof (vzgoje), didaktik
- Matej Šimenc (*1990), smučarski tekač
- Miha Šimenc (*1995), smučarski tekač
- Pavle Šimenc (1937—2016), alpinist, gorski vodnik
- Stanko Šimenc (1934—2008), filmski kritik, publicist in zgodovinar
- Zlatko Šimenc (*1938), hrvaški vaterpolist slovenskega porekla